# Minipop
Minipop — американская музыкальная группа, исполняющая свои произведения в жанре инди, дрим-поп, альтернативный рок.

Группа была основана в 2004 году в Окленде, штат Калифорния.

Группа стала популярной после выпуска своего первого студийного альбома «Precious EP», записанного в 2006 году.

Немного позднее группа подписывает контракт с Take Root Records. На этом же лейбле в 2007 группа записывает свой второй студийный альбом — «A New Hope». Дата релиза — 7 ноября 2007.

Многие музыкальные издания и критики дали положительные комментарии о «Like I Do».

В этом же году группа снимает клип на песню «Like I Do». Позднее эта песня была издана отдельным синглом.

Группа также выступала с известными инди-группами, такими как Midlake, Metric, Tegan and Sara, Tokyo Police Club.

## Состав группы
Триша Канне (Tricia Kanne) — вокал

Ник Форте (Nick Forte) — бас-гитара

Лорен Грабб (Lauren Grubb) — барабаны

Мэтью Сноусон (Matthew Swanson) — клавишник и гитарист

## Дискография
- 2006 — Precious EP
- 2007 — A New Hope
- 2010 — Automatic Love EP
- 2014 — Chances EP

## Клипы
- 2007 — Like I Do